# إحسان ديلديريم طهران
إحسان ديلديريم طهران (بالتركية: İhsan Yıldırım Tarhan)‏ (مواليد 24 نوفمبر 1980) هو ملاكم تركي، مثّل بلاده في الألعاب الأولمبية الصيفية 2004.

## روابط خارجية
إحسان ديلديريم طهران على موقع أوليمبيديا (الإنجليزية)